# Rhypopteryx tessellata
Rhypopteryx tessellata är en fjärilsart som beskrevs av William Lucas Distant 1897. Rhypopteryx tessellata ingår i släktet Rhypopteryx och familjen tofsspinnare. Inga underarter finns listade.